# Параграф 175
Параграф 175 — антигомосексуальное положение уголовного кодекса Германии, действовавшее с 1871 по 1968 годы. Параграф существовал в уголовном законодательстве Германии с 15 мая 1871 года, когда был введён единый уголовный кодекс Германской империи, по 11 июня 1994 года, когда параграф 175 был полностью вычеркнут из уголовного кодекса по решению Бундестага. По этому параграфу преследовались действия сексуального характера между лицами мужского пола, а в более ранних версиях — также и сексуальные контакты с животными.
В гитлеровской Германии параграф 175 был значительно ужесточён, а преследование гомосексуальных мужчин приняло систематический характер. Всего в Третьем рейхе по обвинению в «противоестественном разврате» между мужчинами было осуждено около 50 тысяч человек. Параграф 175 в его усиленной нацистской редакции продолжал действовать и после войны в ФРГ. Только с 1953 по 1965 год в эпоху канцлера Аденауэра по параграфу 175 в ФРГ было заведено около 100 тысяч уголовных дел, и в половине случаев выносились обвинительные приговоры. В ГДР текст параграфа был возвращён к его донацистской версии, однако и здесь он продолжал действовать до введения в 1968 году нового уголовного кодекса ГДР.
После либерализации антигомосексуального законодательства в ГДР и ФРГ в конце 1960-х — начале 1970-х годов полная отмена уголовного преследования добровольных однополых сексуальных контактов между мужчинами и уравнивание возраста согласия для гомосексуальных и гетеросексуальных контактов в объединённой Германии произошли лишь в 1994 году.

## Предыстория
Во второй половине XIII века сексуальные контакты между мужчинами, как и многие другие «содомские грехи», в Европе под влиянием христианской морали были введены в ранг тяжких преступлений, наказываемых вплоть до смертной казни. В XVI—XVII веках произошло разделение между двумя видами содомии. Скотоложество по-прежнему считалось тягчайшим преступлением, которое наказывалось сожжением заживо. Однополые сексуальные контакты стали считаться менее серьёзным преступлением, за которое полагалась казнь мечом.
На рубеже XVIII—XIX веков произошло смягчение средневекового законодательства. В 1791 году во Франции был принят новый уголовный кодекс, основанный на правах человека и гражданина, отменяющий наказания за преступления против нравственности. Позднее это ещё раз было подтверждено и уголовным кодексом Наполеона 1810 года, который рассматривал в качестве «преступлений против морали» (фр. attentat aux mœurs) лишь те сексуальные действия, которые были связаны с нарушением прав третьих лиц, что привело к полной легализации добровольных сексуальных отношений между мужчинами. Наказуемыми оставались лишь насильственные сексуальные действия и сексуальные действия, совершенные в общественном месте или с лицом, не достигшим 15 лет (статьи 330—332).
Либеральное французское законодательство оказало влияние на многие южные и западные немецкие государства. Так, например, королевство Бавария, последовав образцу Наполеоновских кодексов, в своём уголовном кодексе 1813 года отменила все преступления без потерпевших, став первым немецким государством, декриминализировавшим гомосексуальные контакты между мужчинами. В последующие годы этому примеру последовали и некоторые другие германские государства, либо совсем отменившие наказания за однополые контакты между мужчинами, либо значительно уменьшившие сроки наказания.
В отличие от многих других немецких государств Пруссия никогда не декриминализировала гомосексуальные отношения между мужчинами. В апреле 1851 года вступил в действие новый уголовный кодекс прусских государств, § 143 которого также предусматривал уголовное наказание за «противоестественный блуд между мужчинами». После образования в 1866 году Северогерманского союза для него был создан новый единый уголовный кодекс, который в значительной мере ориентировался на прусский уголовный кодекс 1851 года, и «противоестественный блуд» (§ 143 прусского УК) был практически дословно перенят УК Северогерманского союза, получив в нём другой номер — § 152.
В 1870 году уголовный кодекс Северогерманского союза вступил в силу, однако параграф о «противоестественном блуде» получил в нём другой номер — § 175. Оттуда 15 мая 1871 года этот параграф без изменения и с тем же самым номером перешёл в уголовный кодекс Германской империи.

## Введение единого имперского уголовного кодекса

### Распространение § 175 на всю Кайзеровскую Германию
В 1871 году произошло объединение германских государств в единую империю вокруг Прусского королевства, и с 1 января 1872 года новый уголовный кодекс вступил в силу в качестве основного уголовного кодекса на территории всей империи. Таким образом, § 175 УК Германской империи своими корнями уходит в прусский уголовный кодекс 1851 года и появляется в уголовной системе объединённой Германии через УК Северогерманского союза.
Следует отметить, что под «противоестественным развратом» понимались не любые «развратные действия» между мужчинами, но лишь такие сексуальные контакты, при которых половой орган одного мужчины проникал внутрь тела другого (то есть только такие контакты, которые в немецком языке можно было описать понятием beischlafliche Handlung). Таким образом, различные формы непроникающей мастурбации не попадали под параграф 175. Между тем судьи и юристы того времени вели отчаянные споры о том, что подходит под определение beischlaflich, а что нет. Порой на судах приходилось глубоко вдаваться в подробности и выяснять, были ли оголены половые органы и проникла ли сперма одного партнёра в тело другого. Применение § 175 было весьма затруднительным для судей, так как подсудимые всегда могли договориться и отрицать наличие полового акта, без чего осудить их было сложно. Судебным врачам очень редко удавалось находить на теле подсудимых следы полового контакта. Число осуждённых за «противоестественный блуд» до начала XX века не превышало 500 человек ежегодно.
Подобная трактовка имела значение и смысл при рассмотрении тогдашнего законодательства, связанного с регламентацией сексуальных отношений взрослых и детей. Так, согласно § 182 УК, сроком до одного года тюрьмы наказывался лишь половой акт, совершённый мужчиной с «непорочной девочкой», не достигшей 16 лет. Целью этого параграфа была не защита детей от сексуального посягательства в сегодняшнем понимании, а защита «девичьей непорочности». Относительно сексуальных контактов взрослых женщин с мальчиками или девочками старше 14 лет в уголовном кодексе не содержалось никаких указаний. Сексуальные контакты с детьми, не достигшими 14 лет регламентировались § 176 УК и уголовно преследовались.
Против новой волны уголовного преследования за «противоестественный блуд» выступала Бавария, в которой такие действия уже с 1813 года более не были противозаконными. Однако правительство Рейха «от имени всего германского народа» ответило отказом, сославшись на то, что большинство населения оценивает такие действия как преступные.
Прошедшая в 1907—1909 годы череда громких процессов, связанных с делом Хардена-Ойленбурга, значительно усиливает антигомосексуальные настроения в обществе.
В 1909 году создаётся специальная комиссия по разработке нового уголовного кодекса. Со стороны Имперского управления юстиции комиссии было указано сохранить наказание «противоестественного блуда между мужчинами» и распространить соответствующий параграф и на женщин. В 1913 году Уголовная Комиссия при Рейхстаге рекомендует дальнейшее усиление § 175. Работа по составлению нового уголовного кодекса продолжается вплоть до Первой мировой войны. В 1918 году после окончания войны в черновом варианте нового уголовного кодекса рекомендации 1913 года по усилению наказания сохраняются.

### Попытки реформирования в Веймарской республике
С падением империи и созданием Веймарской республики были гарантированы свободы слова и собрания всем гражданам. В это время происходит расцвет гомосексуального движения и появляется большое число организаций гомосексуалов. В 1922 году под руководством министра юстиции Густава Радбруха завершается работа над черновым вариантом нового уголовного кодекса (E 1922). В окончательном варианте кодекса добровольные сексуальные контакты между взрослыми мужчинами больше не преследуются (преступными остаются проституция и принуждение с использованием зависимого положения).
Громкий судебный процесс над серийным убийцей Фрицем Хаарманном в 1924 году приводит к усилению истерии, резкому скачку обвинительных приговоров по § 175 и новым дискуссиям об ужесточении законодательства.
В 1925 году после смены кабинета министров происходит очередное изменение черновика, и однополые сексуальные контакты между мужчинами снова ставятся вне закона. В частности, § 296 «Всеобщего немецкого уголовного кодекса» предусматривал уголовную ответственность за половые контакты между мужчинами, став, таким образом наследником § 175. Кроме того, проект нового УК вводил дополнительный § 297 («Тяжкие случаи блуда между мужчинами»), наказывающий за проституцию, контакты с несовершеннолетними, а также принуждение к однополым сексуальным контактам между мужчинами.
Ужесточение законодательства объяснялось попыткой защиты «здоровой молодёжи» не только от физического совращения, но и от завлечения в гомосексуальные группы путём активной пропаганды с помощью журналов и общественных мероприятий:

Особенно в крупных городах уже сейчас даже под действием § 175 можно наблюдать, как мужчины, подверженные однополым контактам, объединяются в группы, развёртывающие активную пропаганду через свои журналы и общественные мероприятия; характер их пристрастий подразумевает в себе стремление втянуть на свой путь молодёжь, по природе своей не имеющую однополых наклонностей…
Оригинальный текст (нем.)Gerade in den Großstädten ist schon jetzt, unter der Herrschaft des § 175, zu beobachten, daß Männer, die dem gleichgeschlechtlichen Verkehr ergeben sind, sich zusammenschließen, durch eigene Zeitschriften und gesellige Veranstalltungen eine rege Propaganda entfalten, und aus der Art der Veranlagung der Beteiligten ergibt sich von selbst das Bestreben, jüngere Personen, die nicht von Natur aus gleichgeschlechtlich veranlagt sind, in ihren Bahn hineinzuziehen...
— Из черновика уголовного кодекса Германской империи версии 1925 года. Цит по: Stümke.
С 1925 по 1929 годы проект нового уголовного кодекса многократно обсуждался в Рейхстаге при различных его созывах. За его полную или частичную отмену выступали представители КПГ, СДПГ и НДП.
Наконец, 16 октября 1929 года комитет по делам уголовного законодательства (нем. Strafrechtsausschuß) при Рейхстаге провёл голосование по судьбе антигомосексуального законодательства. В результате дебатов 15 голосами против 13 был отклонён § 296, криминализующий добровольные сексуальные контакты между взрослыми мужчинами. При этом подавляющее большинство поддержало введение нового § 297, выделяющего отдельно «тяжкий блуд между мужчинами» с применением служебного положения или зависимого положения партнёра, мужскую гомосексуальную проституцию и совращение мужчинами старше 21 года несовершеннолетних лиц мужского пола. Для подобных «тяжких случаев» было предусмотрено наказание от 6 месяцев тюрьмы до 5 лет каторги. Второе чтение законопроекта в уголовном комитете так и не состоялось, так как рейхстаг был досрочно расформирован рейхсканцлером Брюнингом и 14 сентября 1930 года состоялись новые парламентские выборы, на которых наибольший прирост получила НСДАП, став второй по величине фракцией в парламенте.
Научно-гуманитарный комитет охарактеризовал голосования по обоим параграфам как «один шаг вперёд и два назад». Это объясняется тем, что новый уголовный кодекс криминализировал лишь мужскую (гомосексуальную) проституцию, но не женскую (гетеросексуальную). Кроме того, незаконными объявлялись гомосексуальные отношения мужчины старше 21 года с несовершеннолетним юношей 16-21 лет, в то время как гетеросексуальный мужчина свободно мог иметь сексуальные контакты с несовершеннолетними девушками 16-21 лет. В будущем же предполагалось криминализировать не только проникающие половые контакты, но и любые формы гомосексуальных контактов.
В 1930 году начались переговоры между Германией и Австрией о правовой унификации, что приостановило планы по реформированию уголовного кодекса Германии. В марте 1930 года специально созданный правовой комитет по вопросам унификации законодательства обеих стран проголосовал 23 голосами «за» и 21 голосами «против» за сохранение ранее отвергнутого параграфа, криминализующего добровольные сексуальные контакты между взрослыми мужчинами. Переговоры продолжились до 1932 года, однако в связи с падением Веймарской республики планам по составлению нового уголовного кодекса так не суждено было сбыться.

## Ужесточение § 175 и его применение в нацистской Германии

### Нацистская редакция параграфа
Значительное влияние на ужесточение антигомосексуального законодательства в нацистской Германии оказали события «ночи длинных ножей», когда Гитлер расправился над штурмовиками СА, лидер которых Эрнст Рём был гомосексуалом. Новая редакция параграфа 175 была утверждена 28 июня и вступила в силу с 1 сентября 1935 года. При этом была значительно изменена и расширена его формулировка. В частности, словосочетание «противоестественный разврат между мужчинами» было заменено на «разврат с другим мужчиной». Это позволяло трактовать текст более широко и применять его не только на проникающие анальные половые контакты, как это было раньше, но и распространять на любые другие формы сексуального взаимодействия между мужчинами, в том числе и без непосредственного физического контакта. При ранних формулировках параграфа 175 доказательство наличия проникающих анальных контактов было затруднено, а в новой формулировке его более не требовалось, что существенно облегчало вынесение обвинительных приговоров. При этом сам текст закона не указывал ни минимальных, ни максимальных сроков наказания.
Немного позднее решением Имперского суда по уголовным делам было дано следующее разъяснение (RGSt 73, 78, 80 f): состав преступления существует, если «объективно было задето общественное чувство стыда и субъективно было желание возбудить сладострастное желание одного из двух мужчин или третьего мужчины». При этом даже не требовалось наличие взаимных прикосновений друг к другу. В частности, преступлением считались не только самоудовлетворение в присутствии другого мужчины, прикосновение эрегированным членом к телу другого мужчины и петтинг (при этом наличие эякуляции не требовалось), для установления наличия преступления по § 175 теперь было достаточно поцелуя или даже наличия «похотливого взгляда». Вторая часть § 175 давала судам возможность в «особо лёгких случаях» отказаться от вынесения наказания лицам, не достигшим на момент совершения «преступного деяния» возраста 21 года. К «лёгким», однако, не относились случаи сексуальных контактов с проникновением.
Для случаев «тяжкого блуда» («совращение» молодёжи 14—21 лет, проституция, применение насилия или использование служебного положения или зависимого положения партнёра) был создан усиливающий параграф § 175a. Случаи сексуальных контактов с животными, также ранее включающиеся в параграф 175, были вынесены без смыслового изменения в отдельную часть — в § 175b.
1. ein Mann, der einen anderen Mann mit Gewalt oder durch Drohung mit gegenwärtiger Gefahr für Leib oder Leben nötigt, mit ihm Unzucht zu treiben, oder sich von ihm zur Unzucht mißbrauchen zu lassen;
2. ein Mann, der einen anderen Mann unter Mißbrauch einer durch ein Dienst-, Arbeits- oder Unterordnungsverhältnis begründeten Abhängigkeit bestimmt, mit ihm Unzucht zu treiben oder sich von ihm zur Unzucht mißbrauchen zu lassen;
3. ein Mann über einundzwanzig Jahre, der eine männliche Person unter einundzwanzig Jahren verführt, mit ihm Unzucht zu treiben oder sich von ihm zur Unzucht mißbrauchen zu lassen;
4. ein Mann, der gewerbsmäßig mit Männern Unzucht treibt oder von Männern sich zur Unzucht mißbrauchen läßt oder sich dazu anbietet.

1. Мужчина, совершивший разврат с другим мужчиной, используя силу или угрозы причинения опасности для жизни, или позволивший совершить с собой разврат;
2. Мужчина, совершивший разврат или позволивший совершить разврат над собой с использованием служебного или рабочего зависимого положения другого мужчины;
3. Мужчина старше 21 года, соблазнивший лицо мужского пола младше 21 года для совершения разврата над ним или позволивший совершить им разврат над собой;
4. Мужчина, совершающий разврат с другими мужчинами или позволяющий другим мужчинам совершать разврат над собой на платной основе, а также предлагающий себя для этих целей.

Стоит отметить, что аналогов § 175a, ч. 3 в части «гомосексуального совращения» мужчиной старше 21 года подростка 14—21 года для гетеросексуальных контактов в уголовном законодательстве Третьего рейха не существовало. Обвинения по оставшемуся без изменений § 182 УК, предусматривающему уголовное наказание за склонение к половому акту «непорочной девочки», не достигшей 16 лет, предъявлялись лишь по заявлению от потерпевших, поэтому «гетеросексуальное совращение» было лишь частным обвинением, в отличие от «гомосексуального совращения». Таким образом, возраст согласия для сексуальных контактов с мужчинами у девушек составлял 16 лет (согласно § 182), а у юношей — 21 год (согласно § 175a). Относительно сексуальных контактов взрослых женщин с мальчиками или девочками старше 14 лет в уголовном кодексе вообще не содержалось никаких указаний. Сексуальные контакты с детьми, не достигшими 14 лет, регламентировались в оставшемся без изменений с 1876 года § 176 УК, где не учитывалось, были ли такие контакты разнополыми или однополыми.
Всего в Третьем рейхе по параграфу 175 было осуждено около 50 тысяч мужчин. Территории, входящие в «старый рейх» и новые рейхсгау, образованные на аннексированных и оккупированных территориях, формально являлись равноправными управляемыми территориями (нем. Verwaltungsbezirk), однако новые территории имели отличное от «старого рейха» правовое пространство. Таким образом, уголовное право «старого рейха» не имело силу на новых территориях, на них действовала собственная законодательная база. В том числе это касалось и законодательства в отношении гомосексуальных контактов.

### Дополнительные методы контроля и преследования
Для систематического учёта и контроля гомосексуальных мужчин 10 октября 1936 года секретным указом Генриха Гиммлера было основано Центральное имперское бюро по борьбе с гомосексуальностью и абортами под управлением гестапо. Основной задачей бюро было ведение огромной картотеки на всех гомосексуальных мужчин, а также мужчин, подозреваемых в гомосексуальности.
Уже с 30-х годов гомосексуальных мужчин направляли в концентрационные лагеря под так называемые «защитные аресты», которые производились без суда и следствия. Находясь в лагерях, гомосексуалы проводили в них дни, недели или даже месяцы, прежде чем их дело официально передавалось юстиции. До середины 1930-х годов нахождение подозреваемых в гомосексуальных контактах мужчин в концлагерях носило временный характер. С декабря 1937 года, согласно новой редакции «Закона против опасных рецидивистов», неоднократно осуждённые по параграфу 175, как и другие «опасные рецидивисты» на неопределённый срок помещались в концентрационные лагеря. С 1940 года в концлагеря бессрочно стали направлять и всех освобождённых из тюрьмы гомосексуалов, имевших более одного партнёра. Точное количество гомосексуальных мужчин, депортированных в концентрационные лагеря, неизвестно. Сегодня принято считать, это число составляет от 5 до 15 тысяч человек.
Особо жестоко Гитлер требовал наказывать членов партии и её основных подразделений за гомосексуальные контакты. В своём указе «О сохранении чистоты в СС и полиции» от 15 ноября 1941 года он усилил наказание по параграфам 175 и 175a для членов СС и полиции. Так, преступление по этим параграфам теперь каралось смертной казнью. В «менее тяжких случаях» минимальный срок ареста был увеличен до 6 месяцев. Лица, не достигшие 21 года к моменту совершения преступления и «совращённые» к преступлению, в особо лёгких случаях могли быть освобождены от наказания.

## Нацистское наследие и развитие в послевоенной Германии

### Оккупированная Германия в первые послевоенные годы
С капитуляцией Германии 7 мая 1945 года территория страны была разделена на четыре зоны оккупации — американскую, британскую, французскую и советскую. На состоявшейся 17 июля 1945 года Потсдамской конференции представители «большой тройки» Антигитлеровской коалиции (США, Великобритания, СССР) приняли решение сохранить существующее на данный момент уголовное законодательство Германии и «поштучно» отменять законы, которые в своей основе содержат идеи национал-социализма или разделяют людей по расовому или социальному признаку. Для обеспечения правовой унификации союзниками был создан Контрольный совет, ставший верховным органом власти в оккупированной Германии.

### Западная зона оккупации
С самого начала оккупации оставалось неясным, что делать с антигомосексуальными параграфами. Первоначально Контрольным советом планировалось восстановить параграф 175 к версии 1871 года и от параграфа 175a перенять лишь пункт 1 (изнасилование). Уже в июле 1945 года созданная при магистрате Берлина проверочная юридическая комиссия (нем. Juristischer Prüfungsausschuss), целью которой была проверка принятых во времена национал-социализма законов на националистический характер, в своём заключении от 6 декабря 1946 года рекомендовала вернуть параграф 175 к версии 1871 года и перенять параграф 175a в изменённой редакции. Тем не менее, из всех 62 законов, принятых Контрольным советом, среди которых треть отменяли конкретные нацистские законы и постановления, ни один из них не касался «противоестественного блуда» между мужчинами.
Таким образом, в западной зоне оккупации, а затем и в ФРГ, параграф 175 был сохранён в его нацистской редакции, в коей он и просуществовал в Западной Германии до 1969 года без изменений. Контрольный совет законом N 11 от 30 января 1946 года отменил многие законы, принятые в Третьем рейхе, как неправовые, однако редакция § 175 от 1935 года в их число не входила. Параграф 175 продолжал применяться в его нацистском понимании, когда криминализировались не только сексуальные контакты с проникновением, но и любые гомосексуальные телесные контакты и любые действия между мужчинами, направленные на сексуальное удовлетворение или возбуждение. Иногда даже, по-прежнему, не требовалось и непосредственного физического контакта.

### Советская зона оккупации
Пока законодатель не мог определиться, что делать с антигомосексуальными параграфами, суды на местах выносили приговоры по их нацистской версии. Однако, если в западных зонах оккупации судьи не сомневались в легитимности своих действий, то в советской зоне оккупации не наблюдалось чёткой линии в действиях судей. Так, например, уже 1 ноября 1945 года земельное правительство Тюрингии вернуло параграф 175 к варианту 1871 года. Саксония законом от 3 декабря 1945 года разом отменила все законы и постановления, принятые после 30 января 1933 года. В Саксонии-Анхальт высший земельный суд 25 июля 1947 года признал параграфы 175 (в новой версии) и 175a «типично нацистскими» и отменил их. В то же время Верховный суд Берлина в различных приговорах в 1946—1947 годах подтвердил легитимность нацистской редакции параграфа. Однако в феврале 1949 года на территории всех земель советской зоны оккупации текст параграфа 175 был официально возвращён к нацистской редакции.
Дрезденский психиатр Рудольф Климмер (нем. Rudolf Klimmer) в 1947 в своих работах открыто высказывался за отмену § 175 и смягчение § 175a. Его предложения были отклонены правительством, которое посчитало, что перед государством стоят куда более важные проблемы, чем решение такого мелкого вопроса. В 1948 году член саксонского Ландтага Курт Грёбель (нем. Curt Gröbel) отправил резолюцию всем ландтагам страны, всем партиям и муниципальным правительствам с призывом выступить за отмену § 175.

## Развитие в Федеративной Республике Германии

### ФРГ в первые послевоенные годы
В первые послевоенные десятилетия перед Германией остро встал демографический вопрос. Федеральный канцлер Конрад Аденауэр 20 октября 1952 года в своём обращении к министру по делам семьи требовал повышения рождаемости и укрепления семьи через усиления желания иметь детей. В эпоху Аденауэра «здоровая семья» была объявлена «первоисточником» и «важнейшей ячейкой государства» и была поставлена под особую защиту статьи 6 Конституции ФРГ. Наряду с ужесточением законов о разводе, запретом абортов, противодействием планированию рождаемости и распространением противозачаточных средств, сохранение нацистской редакции § 175 стало одним из звеньев государственной «защиты семьи».
Все попытки обжалования закона в судебном порядке во всевозможных инстанциях отклонялись, и суды не находили признаков национал-социалистической идеологии и идеологии «расовой гигиены» в нацистской редакции параграфа 175. Лишь единицы судей осмеливались признавать § 175 противоречащим правовому государству. Так, например, 22 июня 1951 года земельный суд Гамбурга при вынесении приговора по § 175 постановил, что лишение свободы является неадекватным наказанием и вынес наказание в виде символического штрафа в размере 3 DM. В то же время Верховный суд ФРГ в 1951 году постановил, что усиление параграфа 175 в 1935 году не носило идеологического национал-социалистического характера, хотя и признал, что этот параграф использовался нацистами и для борьбы с неугодными режиму персонами.

### Решения Конституционного суда и их последствия
Конституционный суд ФРГ 17 декабря 1953 года постановил, что новая редакция § 175 в 1935 году была принята в должном порядке и в течение многих лет применялась и не была оспорена. В своём решении от 10 мая 1957 года Конституционный суд также не нашёл признаков национал-социалистической идеологии в нацистской версии § 175 и подтвердил, что этот параграф «не противоречит идеям свободного демократического государства».
Истцы указывали в своём заявлении, что криминализация только лишь сексуальных контактов между мужчинами и установление разного возраста согласия для девочек и мальчиков при половом контакте с мужчиной (§ 182 устанавливал возраст согласия для девочек в 16 лет, а § 175a — для мальчиков в 21 год) противоречит статьи 3 Конституции ФРГ о равенстве мужчины и женщины. В своём решении суд указал, что статья 3 неприменима по отношению к гомосексуальности, ссылаясь на биологические различия между мужчиной и женщиной.
Кроме того, суд высказал мнение о том, что женская гомосексуальность не так опасна для общества, как мужская, сославшись на то, что, по мнению суда, лесбийская проституция и случаи совращения девочек женщинами распространены значительно меньше аналогичных феноменов в среде гомосексуальных мужчин и лесбиянство не так сильно заметно в обществе как мужская гомосексуальность. Кроме того, согласно тексту обоснования, сложно провести границу между лесбийскими отношениями и «нежной женской дружбой».
Также, по мнению суда, ввиду абзаца 1 статьи 2 Конституции ФРГ, свобода личности может быть ограничена, если она входит в противоречие с нравственными законами. При этом при определении понятия «нравственных законов» (нем. Sittengesetz) суд сосласля на моральные представления двух крупнейших церквей (католической и евангелической). Кроме того, суд выразил мнение, что отмена § 175 не лежит в компетенции Конституционного суда, а законодатель до сих пор не предпринял никаких действий по декриминализации. В усилении § 175 путём его распространения на любые формы гомосексуальной активности суд также не видел нарушения принципов правового государства, так как, по его мнению, с точки зрения нравственности практически нет никаких различий между этими различными формами сексуальных практик.
Студент-медик Ханс Ц. из Гамбурга в 1956 году был приговорён к двум годам тюрьмы вследствие 15 доказанных случаев по § 175, в том числе восьми «продолжений». После отбывания срока он находит работу в порту. В 1960 году зачисляется в Академию искусств, однако в 1964 году снова приговаривается по параграфу 175 к пяти месяцам условно, теряет свою стипендию и снова идёт работать в порт. Годом позднее Хансу отказывают в получении лицензии водителя такси по причине судимостей, после чего он погибает под колёсами грузовика.
Постановление Конституционного суда 1957 года вызвало резкий скачок количества вынесенных приговоров. Так, если в 1950 году по параграфам 175 и 175a было осуждено 1920 мужчин, то в 1958—1959 годы — уже по 3530 мужчин. Криминальная статистика показывает, что за первые 15 лет существования ФРГ по антигомосексуальному параграфу было осуждено почти 45 тысяч мужчин.
Согласно полицейской статистике, лишь каждое четвёртое дело по обвинению в гомосексуальности было доведено до суда. Только с 1953 по 1965 годы в эпоху Конрада Аденауэра по параграфу 175 в полиции было зарегистрировано более 100 тысяч случаев. Всего же в ФРГ до 1969 года было осуждено более 50 тысяч человек, что более чем в четыре раза превышает число приговоров, вынесенных за 1918—1932 годы в Веймарской республике. В том числе и те мужчины, которым удалось пережить нацистские лагеря, после 1945 года нередко вновь осуждались по § 175 и направлялись уже в тюрьмы ФРГ.
Подсудность гомосексуальных мужчин имела далеко идущие последствия. Так, например, в 1957 году административный суд Берлина подтвердил практику лишения осуждённых по § 175 водительских прав, обосновав это тем, что наличие водительских прав может якобы способствовать рецидиву. Вновь издаваемые журналы и газеты Der Weg, Der Kreis, Freond и Humanitas регулярно публиковали правовую информацию и рекомендации для гомосексуальных мужчин в случаях задержания, ареста, допроса, обыска жилья.

### Проект нового уголовного кодекса (1962)
В 1954 году министром юстиции Томасом Делером была создана комиссия по разработке проекта нового уголовного кодекса ФРГ. Обширные дискуссии вызвали уже вышедшие в 1949 году «Отчёты Кинси», согласно которым 37 % американских мужчин в течение жизни хотя бы единожды имели гомосексуальный контакт, и изданный британским правительством «Отчёт Вольфендена», выступающий за декриминализацию «простой гомосексуальности». Несмотря на то, что большинство членов комиссии высказывались против уголовного преследования добровольных сексуальных контактов между мужчинами, черновые варианты 1959, 1960 и 1962 содержали статьи, криминализирующие их, основываясь на «особом мнении».
Сохранение уголовного преследования гомосексуальных мужчин оправдывалось, в том числе, и «необходимостью» ограничивать гомосексуалов в их гражданских правах, сдерживая тем самым «гомосексуальную пропаганду» через гей-журналы и различные мероприятия, проводимые гомосексуалами.

Особенно в крупных городах можно часто наблюдать, что мужчины, предающиеся однополым сексуальным контактам, с помощью своих журналов и мероприятий развёртывают активную пропаганду. <…> После отмены уголовного наказания следующим их шагом следует ожидать борьбу за полное признание однополых контактов обществом. <…> Прежде всего, гомосексуальным мужчинам ничего не будет мешать обременять окружающих своим совместным проживанием в бракоподобных отношениях…
Оригинальный текст (нем.)Gerade in den Großstädten ist zu beobachten, daß Männer, die dem gleichgeschlechtlichen Verkehr ergeben sind, durch eigene Zeitschriften und gesellige Veranstaltungen eine rege Propaganda entfalten. <...> Nach Beseitigung der Strafbarkeit wäre ihre nächste Aufgabe, sich für die gesellschaftliche Anerkennung gleichgeschlechtlicher Handlungen einzusetzen. <...> Vor allem stände auch für die Homosexuellen nichts im Wege, ihre nähere Umgebung durch Zusammenleben in eheähnlichen Verhältnissen zu belästigen. <...> 
— Из пояснительной записки правительственного проекта нового уголовного кодекса (1962), цит. по: Stümke.

### Реформирование и либерализация
Либерализация антигомосексуального законодательства в ФРГ произошла на волне всеобщей «сексуальной революции». Законом от 25 июня 1969 года был изменён текст параграфа 175, в которой также были объединены случаи параграфа 175a. В новой редакции параграфа добровольные сексуальные контакты между мужчинами старше 21 года более не криминализировались. Наказывались лишь (в том числе и добровольные) гомосексуальные контакты с лицами, не достигшими 21 года, принуждение к однополому контакту с использованием зависимого положения и мужская гомосексуальная проституция.
1. ein Mann über achtzehn Jahre, der mit einem anderen Mann unter einundzwanzig Jahren Unzucht treibt oder sich von ihm zur Unzucht mißbrauchen läßt,
2. ein Mann, der einen anderen Mann unter Mißbrauch einer durch ein Dienst-, Arbeits- oder Unterordnungsverhältnis begründeten Abhängigkeit bestimmt, mit ihm Unzucht zu treiben oder sich von ihm zur Unzucht mißbrauchen zu lassen,
3. ein Mann, der gewerbsmäßig mit Männern Unzucht treibt oder von Männern sich zur Unzucht mißbrauchen läßt oder sich dazu anbietet.

(2) In den Fällen des Absatzes 1 Nr. 2 ist der Versuch strafbar.
1. мужчина старше 18 лет, совершивший разврат с мужчиной, не достигшим 21 года, или позволивший ему совершить разврат над собой,
2. мужчина, принудивший другого мужчину к совершению разврата над ним или к совершению им разврата над собой, воспользовавшись его зависимым служебным или другим положением,
3. мужчина, совершающий разврат с мужчинами или позволяющий совершать разврат над собой на коммерческой основе или предлагающий себя в данной роли.

(2) В случаях абзаца 1 пункта 2 попытка совершения преступления также наказуема.
По требованию Бундесвера возраст согласия для сексуальных контактов между мужчинами был установлен в 21 год. Таким образом, например, молодые люди 17 лет могли беспрепятственно заниматься сексом друг с другом. Однако при наступлении 18 лет их деяния становились уголовно наказуемыми и они должны были сексуально воздерживаться до наступления 21-летнего возраста. Параграф 175b, криминализующий сексуальные контакты с животными, также был полностью отменён, а параграф 182, наказывающий за лишение девственности девушек до 16 лет, продолжал действовать в неизменном виде.
Законом от 23 ноября 1973 года правительство ФРГ приняло новую редакцию параграфа 175, в которой возраст сексуального согласия для сексуальных контактов между мужчинами был снижен с 21 года до 18 лет. Кроме того, было отменено преследование мужской гомосексуальной проституции и дополнительная квалификация, связанная с использованием зависимого положения несовершеннолетнего, так как она уже присутствовала в гендерно-нейтральном параграфе 174. Также в тексте закона исчезло слово «разврат» (нем. Unzucht), которое было заменёно на более нейтральное словосочетание «действия сексуального характера» (нем. sexuelle Handlungen).
(2) Das Gericht kann von einer Bestrafung nach dieser Vorschrift absehen, wenn
1. der Täter zur Zeit der Tat noch nicht einundzwanzig Jahre alt war oder
2. bei Berücksichtigung des Verhaltens desjenigen, gegen den sich die Tat richtet, das Unrecht der Tat gering ist.

(2) Суд может отказаться от преследования и наказания, если:
1. Подозреваемый не достиг 21 года к моменту совершения преступления или
2. Учитывая поведение лица, против которого были совершены сексуальные действия, вина обвиняемого представляется незначительной.

Текст параграфа 182, определяющий возраст согласия для гетеросексуальных контактов в 16 лет, был слегка подкорректирован, однако его смысл остался неизменным. Конституционный суд ФРГ в том же году подтвердил конституционность разных возрастных планок для гомосексуальных и для гетеросексуальных контактов.
В 1980 году Свободная демократическая партия предложила полную отмену параграфа 175, встретив отпор со стороны блока ХДС/ХСС. Полную отмену закона поддерживали также Партия зелёных и Германская коммунистическая партия.

## Развитие в Германской Демократической Республике

### Первые послевоенные годы в ГДР
В советской зоне оккупации Германии ещё до образования ГДР суды уже задавались вопросом о правомерности дальнейшего использования параграфов 175 и 175a в нацистской редакции. Уже в сентябре 1948 года Верховный земельный суд в Галле признал неправовой характер нацистской версии этих параграфов и указал на их ограниченное временное применение до создания нового уголовного кодекса. В марте 1950 года Верховный суд ГДР подтвердил это решение, согласно которому по параграфу 175 преследовались лишь гомосексуальные контакты с проникновением. Фактически это означало возврат к практике, имевшей место в Веймарской республике. При этом суд уточнил, что § 175a, введённый в 1935 году, остаётся без изменения и продолжает действовать. Следствием такой политики стало то, что с момента образования ГДР значительно сократилось число мужчин, осуждённых по «гомосексуальным параграфам».
В 1952 и в 1957 годах при правительстве ГДР были созданы инициативные группы, целью которых была разработка нового уголовного кодекса. В обоих случаях правительству было рекомендовано отменить уголовное преследование добровольных сексуальных контактов между мужчинами с сохранением наказания за принуждение и проституцию. Однако в 1959 году эти предложения были отвергнуты правящей партией СЕПГ по причине «несовместимости гомосексуальности с социалистической моралью».
Вступивший в силу закон «О дополнениях в уголовный кодекс» от 11 декабря 1957 года предусматривал отказ от преследования за деяния, которые «не представляют опасности» ГДР, «интересам рабочего немецкого народа» и отдельным гражданам. Уже тогда многие судьи, ссылаясь на этот закон, освобождали от ответственности мужчин за гомосексуальные контакты с лицами старше 18 лет. Эта позиция позже нашла своё отражение и в новом уголовном кодексе, принятом 12 января 1968 года.

### Новый уголовный кодекс ГДР (1968)
Тем не менее, предложенный в 1968 году министром юстиции ГДР Хильдой Беньямин проект нового уголовного кодекса ГДР вызвал обширные дискуссии в правительстве. Среди прочего проект предусматривал безоговорочную отмену наказания за добровольные гомосексуальные контакты. При всём этом правительственные дискуссии относительно антигомосексуального законодательства не попадают в прессу. Утверждённый Народной палатой новый уголовный кодекс ГДР, в котором однополые сексуальные контакты между мужчинами старше 18 лет более не криминализируются, вступает в действие 1 июля 1968 года.
Следует отметить, что совершеннолетие в ГДР уже с 1950 года наступало в 18 лет. В то же время в ФРГ вплоть до 1975 года молодые люди до 21 года по-прежнему считались несовершеннолетними (§ 2 BGB). Таким образом, § 151 нового уголовного кодекса ГДР устанавливал возраст сексуального согласия для однополых контактов (причём как между двумя мужчинами, так и между двумя женщинами) на отметке в 18 лет, в то время как возраст согласия для разнополых контактов, согласно § 149 УК ГДР, составлял 16 лет.
Параграф 3 нового УК ГДР предписывал отказываться от наказания за деяния, не оказывающие влияния на права и интересы граждан и общества. Основываясь на этом, Верховный суд ГДР без каких-либо публичных дебатов в своём решении от 11 августа 1987 года постановил отказаться от уголовного преследования за гомосексуальные контакты с лицами старше 16 лет. Вскоре законом от 14 декабря 1988 года § 151 УК ГДР был полностью отменён, и было предписано в отношении гомосексуальных контактов использовать те же правовые нормы, что и для гетеросексуальных (то есть согласно § 149 УК ГДР).
Возраст сексуального согласия для однополых и для разнополых контактов был уравнен и составил 14 лет, а сексуальные контакты с подростками 14-16 лет (как однополые, так и разнополые) оставались преступными лишь в случаях использования отсутствия «половой зрелости» подростка, в соответствии с § 149 УК ГДР. Таким образом, гомосексуальные контакты более не упоминались в уголовном кодексе страны. Новое правило вступило в силу 1 июля 1989 года.
Несмотря на либерализацию законодательства, государство, как и в соседней ФРГ, так и не признавало осуждённых в Третьем рейхе по § 175 жертвами репрессий.

## Развитие в объединённой Германии

### Окончательная отмена параграфа
Согласно приложению к договору об объединении Германии, вступившему в силу 29 сентября 1990 года и регулирующему вступление правовых норм ФРГ на присоединяемой территории, законодательство ФРГ вступало в силу на территории бывшей ГДР незамедлительно с момента присоединения, в то же время договор предусматривал некоторые отступления. В частности, на территориях «новых земель» продолжали действовать положения параграфов 149—150 УК ГДР, согласно которым возраст согласия составлял 16 лет, в том числе и для гомосексуальных контактов обоих полов. В то же время на территории «старых земель», по-прежнему, применялись положения § 175 и § 182 УК ФРГ. Это приводило к парадоксу, согласно которому, например, сексуальный контакт совершеннолетнего мужчины с 16-летним подростком не являлся преступлением в Восточном Берлине, однако был уголовно наказуем в Западном Берлине.
С целью приведения законодательства к единой норме 31 мая 1994 года Бундестаг под управлением «чёрно-жёлтой коалиции» христианских и свободных демократов при поддержке Социал-демократической партии, Партии демократического социализма и Партии зелёных окончательно отменили § 175 УК ФРГ и § 149 УК ГДР, и предписания § 182 УК ФРГ в новой редакции были сформулированы в гендерно-нейтральной форме и распространены в том числе и на гомосексуальные контакты обоих полов, а также на сексуальные контакты взрослых женщин с подростками мужского пола, не достигшими 16 лет. Соответствующий закон вступил в силу 11 июня 1994 года. Таким образом, на территории западной Германии в 1994 году впервые в истории немецкой государственности были криминализированы добровольные сексуальные контакты совершеннолетних женщин с подростками 14-15 лет обоих полов.

### Реабилитация осуждённых
Вопрос о легитимности вынесенных по параграфу 175 приговоров поднимался в Западной Германии ещё с 1969 года после либерализации антигомосексуального законодательства, в то же время в ГДР подобные дискуссии не велись. Основным «камнем преткновения» в данных дискуссиях долгое время являлся приговор Конституционного суда ФРГ, вынесенный в 1957 году. Первая официальная парламентская инициатива по вопросу о реабилитации и выплате компенсаций осуждённым за добровольные гомосексуальные контакты между взрослыми в ФРГ и в ГДР была внесена в Бундестаг в 2000 году от фракции Партии демократического социализма и была сразу же отклонена, не получив никакой общественной огласки.
Тема реабилитации осуждённых гомосексуалов стала предметом жарких политических дискуссий лишь спустя два года. В итоге 23 июля 2002 года Бундестаг реабилитировал мужчин, осуждённых в 1935—1945 годы по § 175 (контакты без отягчающей квалификации) и 175a п. 4 (мужская гомосексуальная проституция) в редакции от 28 июня 1935 года. Приговоры по § 175a п. 3 (совращение несовершеннолетних лиц до 21 года) отменены не были. Кроме того, приговоры по тем же самым § 175 и 175a п. 4, продолжавшим действовать без изменения в ФРГ и вынесенные после 1949 года, также не были затронуты. Такая ситуация вызвала много протестов в обществе. В частности, Немецкое общество сексологов назвала принятый закон «политическим уродством», так как отменялись приговоры за те же самые деяния, совершённые во времена Третьего рейха, которые в ФРГ продолжали считаться уголовно наказуемыми.
Никакие последующие попытки повлиять на законодателя не имели успехов. Потерпели неудачу заявления фракции «Левых» в ноябре 2008 года и фракции «Союз 90/Зелёные» в декабре того же года в Бундестаге, ставящие на повестку дня вопрос о реабилитации и выплате компенсаций осуждённым за добровольные однополые сексуальные контакты в ФРГ и ГДР. В мае 2009 года оба заявления были отвергнуты фракциями ХДС, СДПГ и СвДП, со ссылкой на то, что преследование по параграфам 175 и 175a было подтверждено Конституционным судом ФРГ. В то же время 7 июля 2010 года Бундестаг единогласно принял резолюцию, в которой выразил сожаление о том, что нацистская редакция параграфа 175 использовалась в ФРГ без изменения вплоть до 1969 года, а также признал унижение чести и достоинства гомосексуальных мужчин, которое происходило до 1994 года в связи с существованием уголовной статьи за гомосексуальные контакты.
В декабре 2010 года и в ноябре 2012 года фракцией «Союз 90/Зелёные» и в сентябре 2012 года фракцией «Левых» вопрос о реабилитации и выплате компенсаций осуждённым после 1945 года гомосексуалам был поставлен повторно, однако рассмотрен так не был и потерял актуальность ввиду окончания периода действия парламента.
В своём официальном докладе, подготовленном для заседания правового комитета Бундестага, состоявшемся в 2013 году, судья Ульрих Кесслер (нем. Ulrich Keßler) отметил, что основная проблематика массовой отмены приговоров по антигомосексуальным параграфам заключается в том, что в ФРГ и в ГДР имел место различный возраст согласия для гомосексуальных и гетеросексуальных контактов. В связи с этим при массовой отмене могут быть отменены приговоры, вынесенные за совращение детей. В том же докладе Кесслер однако указал, что отмена приговоров по § 175 и § 175а, вынесенных в ФРГ до 1994 года и в ГДР до 1968 года, во многих случаях может быть произведена в массовом порядке, так как в случае гомосексуального контакта с подопечными (§ 174) и детьми (§ 176) для гомосексуальных мужчин приговоры по параграфам 175 и 175a выносились дополнительно (совокупность преступлений). В случае же с приговорами по § 151 УК ГДР, вынесенными в ГДР после 1968 года, дело обстоит сложнее, так как уголовный кодекс ГДР 1968 года чётко проводил различие между гомосексуальными (§ 151) и гетеросексуальными (§ 149 и § 150) половыми преступлениями.
22 марта 2017 года правительство Германии предложило законопроект, автором которого выступил министр юстиции ФРГ Хайко Маас, отменяющий все приговоры по § 175, вынесенные в послевоенной Германии. Кроме того, законопроект предполагает компенсацию осуждённым в размере 3000 евро за приговор плюс 1500 евро за каждый начатый год тюремного заключения. Законопроектом также предусмотрена и «коллективная реабилитация» в форме финансовой поддержки Федерального фонда Магнуса Хиршфельда в размере 500 тысяч евро ежегодно. 23 июня 2017 года закон был принят Бундестагом, однако в последней окончательной редакции проекта был изменён возраст согласия с 14 на 16 лет, тем самым мужчины, осуждённые по параграфу 175 за контакты с подростками 14-15 лет были исключены из реабилитации.